# Чёрный Бор (Могилёвская область)
Чёрный Бор (бел. Чорны Бор) — агрогородок в составе Черноборского сельсовета Быховского района Могилёвской области Республики Беларусь.
Административный центр Чернобоского сельсовета.

## Население
- 2010 год — 311 человек
- 2019 год — 271 человек